# Овертон, Джозеф
Джо́зеф О́вертон (англ. Joseph Overton; 4 января 1960, Саут-Хейвен — 30 июня 2003) — американский электроинженер и юрист. Вице-президент Маккинакского центра публичной политики. Известен как автор политической теории «Окно Овертона», названной в его честь.

## Биография
Родился в 1960 году в Саут-Хейвене, штат Мичиган.
В 1978 году окончил высшую школу Герберта Генри Доу в Мидлэнде. В 1983 году окончил Мичиганский технический университет со степенью бакалавра наук в области электротехники. В 1993 году окончил Западный Мичиганский университет Томаса М. Кули (правовая школа) в Лансинге со степенью доктора юриспруденции. Был членом коллегии адвокатов.
В молодости занимал ряд должностей в компании Dow Chemical, а позднее — перешёл на работу в Маккинакский центр публичной политики, где проработал более 11 лет. Внёс значительный вклад в развитие этого центра. Пропагандировал принципы свободного рынка.
Был женат на Хелен Овертон. Они поженились 29 марта 2003 года, за 3 месяца до его гибели.
Термин «окно Овертона» начал употребляться уже после его смерти.

## Гибель
30 июня 2003 года Овертон вылетел из аэропорта Таскола близ города Каро (штат Мичиган), пилотируя одноместный сверхлёгкий самолёт. В 21:32, вскоре после взлёта, самолёт внезапно стал снижаться, задел линии высоковольтных передач, упал на землю и загорелся. От полученных травм Овертон скончался.